# Tet
För andra betydelser, se Tet (olika betydelser).
Tết är det vietnamesiska nyåret, vilket är detsamma som det kinesiska. De kan dock inträffa olika dagar, beroende på att ländernas huvudstäder ligger i olika tidszoner. Högtiden är den viktigaste i Vietnam, och transporter är ofta fulla eftersom många åker hem till sina släktingar om de själva bor på annan ort. Det fullständiga namnet är Tết Nguyên Đán, som betyder den första morgonens fest.

## Kalender
I Vietnam har man traditionellt använt en lunisolarkalender men numera gäller den gregorianska kalendern. Högtider och andra märkesdagar följer dock ännu lunisolarkalendern.
Tết kan delas in i tre perioder, som kallas Tất Niên (Innan nyårsafton), Giao Thừa (Nyårsafton), Tân Niên (nyår), som representerar förberedelser inför Tết, själva Tết, och dagarna efter Tết.

## Evenemang
De flesta vietnameser återvänder vanligtvis till sina familjer under Tết. Vissa återvänder till gudstjänst vid familjens altare eller besöka gravar av sina förfäder i sin hemstad. Tết är en nationell helgdag bland alla vietnameser, men varje region och religion har sina egna seder. Den är en stor begivenhet även bland utvandrade vietnameser, inklusive i Australien.

## Relaterade begrepp
Tet som ord blev känt för västvärlden i samband med det nordvietnamesiska anfallet just under Tet år 1968 — den så kallade Tet-offensiven. Tet heter också ett av barnen, som säger att han blivit döpt efter "nån offensiv nere i Vietnam", i Lukas Moodyssons film Tillsammans.